# 龍井一磨
龍井 一磨（りゅうせい かずま) は、日本のシンガーソングライター。
愛称：カズマックス。アーティスト、ダンスのお兄さん、声優と幅広く活動中。
2001年から2010年大阪を拠点にバンド活動後、2010年から東京を拠点にソロ活動をしている。
香川県出身、東京都稲城市在住で稲城市観光大使を担っている。